# 絶対時間と絶対空間
絶対時間（ぜったいじかん、英: absolute time）と絶対空間（ぜったいくうかん、英: absolute space）はアイザック・ニュートンが『自然哲学の数学的諸原理』（Philosophiæ Naturalis Principia Mathematica, 1687年刊）で初めて導入した概念で、古典力学が発展するための理論的基盤となった。ニュートンによれば、絶対時間と絶対空間はそれぞれ何物にも依存しない客観的実在の一部である。
絶対的な・真の・数理的な時間とは、外部と一切かかわりなく、おのずとその本質に基づいて一律に流れていくものである。これをデュレーション（英:  duration）という別名で呼ぶ。相対的な・見かけ上の・日常的な時間とは、運動の観察を通じて得られる、デュレーションの実用的かつ外的な物差し（正確であれ、不正確であれ）である。一般に用いられているのは真の時間ではなくこちらである。 ...
ニュートンの言葉によれば、絶対時間はいかなる観察者とも無関係に存在し、宇宙のいかなる場所でも一定の早さで進んでいく。相対時間と異なり、絶対時間は知覚できるものではなく、数理的に理解するものだとニュートンは信じていた。ニュートンによれば、人間が知覚できるのは相対時間だけで、それは知覚可能な物体（月や太陽など）の運動を測定することと同義である。我々は物体が動くのを見て時間の経過を知るのである。
再びニュートンを引用する。
絶対空間とは、外部と一切かかわりなく、本質として不変不動を保つものである。相対空間とは絶対空間の中を動く一つの座標軸もしくは物差しである。われわれの知覚は諸物体に対する位置として相対空間を作り上げる。そして図々しくもそれを不動の空間とみなすのである。 ... 絶対運動とはある絶対座標から他への物体の移動、相対運動とはある相対座標から他への移動である。
この考え方が意味しているのは、絶対空間と絶対時間は物理的な事象に規定されるものではなく、物理現象が起きる舞台の背景幕やセットだということである。したがって、あらゆる物体には絶対空間を基準とするただ一つの絶対的な運動状態が与えられる。物体は絶対静止状態にあるか、もしくはある絶対速度で運動しているかのどちらかである。ニュートンは自説を補強するため経験論的な例をいくつか紹介している。たとえば、何もない場所に置かれた回転球体の赤道が膨らんでいれば、それが絶対空間中のある軸を中心として自転していることが察せられる。何もない場所に置かれた二体の球体をつなぐひもに張力がはたらいていれば、それらが重心を中心として絶対回転を行っていることが察せられる。
ただし湯川秀樹は、ニュートンは自然の空間や時間が本当は均一ではない、と睨んでいたからこそ、あえて自らの体系の中で仮想されている空間や時間を「絶対空間」や「絶対時間」と呼んだのだ、といったことを指摘している（出典:『湯川秀樹著作集』岩波書店）。
古典力学では今でも絶対時間と絶対空間が使われているが、Walter NollやClifford Truesdellなどによる現代的な連続体力学の定式化においては、弾性率の線型代数にとどまらず、非線型な場の理論に対して位相幾何学および関数解析学が用いられている。

## 歴史上の論争

共通重心の周りを周回する二体の物体。物体がひもでつながれているとすると（互いの重力は考えない）、ひもに張力がはたらくのは、二体が絶対空間を基準として回転しているときである（ニュートンの説明）。あるいは二体が宇宙そのものを基準として回転しているためである（マッハの説明）。あるいはまた、現代風の考え方では二体がある慣性系を基準として回転しているためである。

絶対空間の概念はニュートンの時代から現代にいたるまで厳しい批判にさらされてきた。たとえばライプニッツの見解では、空間は物体間の相対位置という以上の意味を持たず、時間は物体間の相対的な動きという以上の意味を持たなかった。ジョージ・バークリーの考え方によれば、なにもない宇宙にただ一つ存在する球体は基準点がないため回転を考えることができない。また、一対の球体が互いの周りを回転することは可能でも、共通重心の周りの回転は考えられない。時代が下って、これらの批判はエルンスト・マッハによって新しい形で提起された。マッハの原理（en: Mach's principle）が主張するところでは、力学とは詰まるところ物体間の相対運動に尽き、質量さえそのような相対運動の一つの表出にすぎない。たとえば、何もない宇宙にたった一個の粒子が存在しているのであれば、それは質量を持たないと考えられる。マッハによれば、ニュートンの例は単に球体と宇宙全体との間の相対回転のことを言っているのである。
「空間」の中で運動する物体は運動の方向と速度を不変に保つ、とわれわれが言うとき、暗に「宇宙全体」と言っているのであり、それ以上でもそれ以下でもない。
—エルンスト・マッハ、チュフォリニとホイーラーによる引用: Gravitation and Inertia, p. 387
現代的に見れば、絶対空間と絶対時間を認めないこれらの立場は、空間と時間を操作的に定義する試みととらえてよい。このような視点は特殊相対論によって明確になった。
ニュートン力学の枠内で考える場合でも、現代的な観点では絶対空間は必ずしも必要ではない。代わりに採用されるのは慣性系、すなわち性質の良い基準系の集合である。これらはそれぞれ互いに対して等速で運動する。一つの慣性系から別の慣性系に移るとき、物理法則はガリレイの相対性原理に従って変換される。それが絶対空間への反証につながることをMilutin Blagojevićは以下のようにまとめた。

- 絶対空間の存在は古典力学の論理と矛盾する。ガリレイの相対性原理によれば、慣性系の中から特別なものを選び出すことはできないのだから。
- 絶対空間が慣性力を説明するわけではない。どの慣性系を基準とする加速度であっても慣性力をもたらすのだから。
- 絶対空間は加速への抵抗を付与するという形で物理的実体に影響を与えるが、逆に影響を受けることがない。

ニュートン自身も慣性系の役割を認識していた。
与えられた空間における物体の運動は、その空間が静止していようが、等速で直線上を動いていようが変わることはない。
実用上は、恒星（天球上で相対運動を行っていないように見える天体）を基準として等速度運動を行っている基準系を慣性系と見なすことが多い。これについてはen:Inertial frame of referenceでさらに論じられている。
1903年にバートランド・ラッセルは著書『The Principles of Mathematics』で絶対空間と絶対時間を弁護したが、一方で有理力学の分析の中で以下のように認めてもいた。「非ニュートン的な力学もまた、非ユークリッド幾何学と同じく、正統的な体系に劣らず興味深いことだろう」

## 特殊相対性理論の衝撃
特殊相対性理論の登場まで、物理理論では空間と時間の概念は切り離されていた。特殊相対性理論はこれらを結び付け、どちらも観測者の運動状態に依存することを示した。絶対時間と絶対空間という考え方はアインシュタインの理論において特殊相対性理論の時空に置き換えられ、さらに一般相対性理論のダイナミックに曲がる時空に置き換えられた。
相対性理論では絶対的な同時性というものが存在しないため、絶対時間の存在を認めない。絶対的な同時性とは、異なる空間位置で起きた二つ以上の事象が同時だったことを、宇宙のどの観察者からも納得できる形で実験的に証明することを指す。相対性理論は情報伝達速度の上限が光速度だということを前提にしており、その一つの帰結として、異なる場所での同時性は必ず観察者によって相対的になる。